# Renua
Renua Ireland, communément appelée Renua, est un parti politique en Irlande. Le parti est lancé le 13 mars 2015, par l'ex-dirigeante de Fine Gael, Lucinda Creighton. Avant son lancement, il utilise le slogan « Reboot Ireland » (relancer l'Irlande). Le nom Renua est censé suggérer à la fois l'anglais « Renew » et l'irlandais « Ré Nua » (nouvelle ère). À la suite de la vacance créée par la démission de Creighton après les élections générales de 2016, John Leahy a été choisi pour diriger l’assemblée générale annuelle du parti en septembre 2016.

## Résultats aux élections

### Dáil Éireann
| Élection | Sièges  | Rang | Voix   | %    | Leader            |
| -------- | ------- | ---- | ------ | ---- | ----------------- |
| 2016     | 0 / 158 | 9e   | 46 552 | 2,2  | Lucinda Creighton |
| 2020     | 0 / 160 | 11e  | 5 473  | 0,3  |                   |
| 2024     | 0 / 174 | 20e  | 548    | 0,02 | Andrew Kelly      |